# Eremionycha bahiana
Eremionycha bahiana es una especie de insecto coleóptero de la familia Chrysomelidae. Fue descrita científicamente en 1855 por Boheman.